# Khénifra

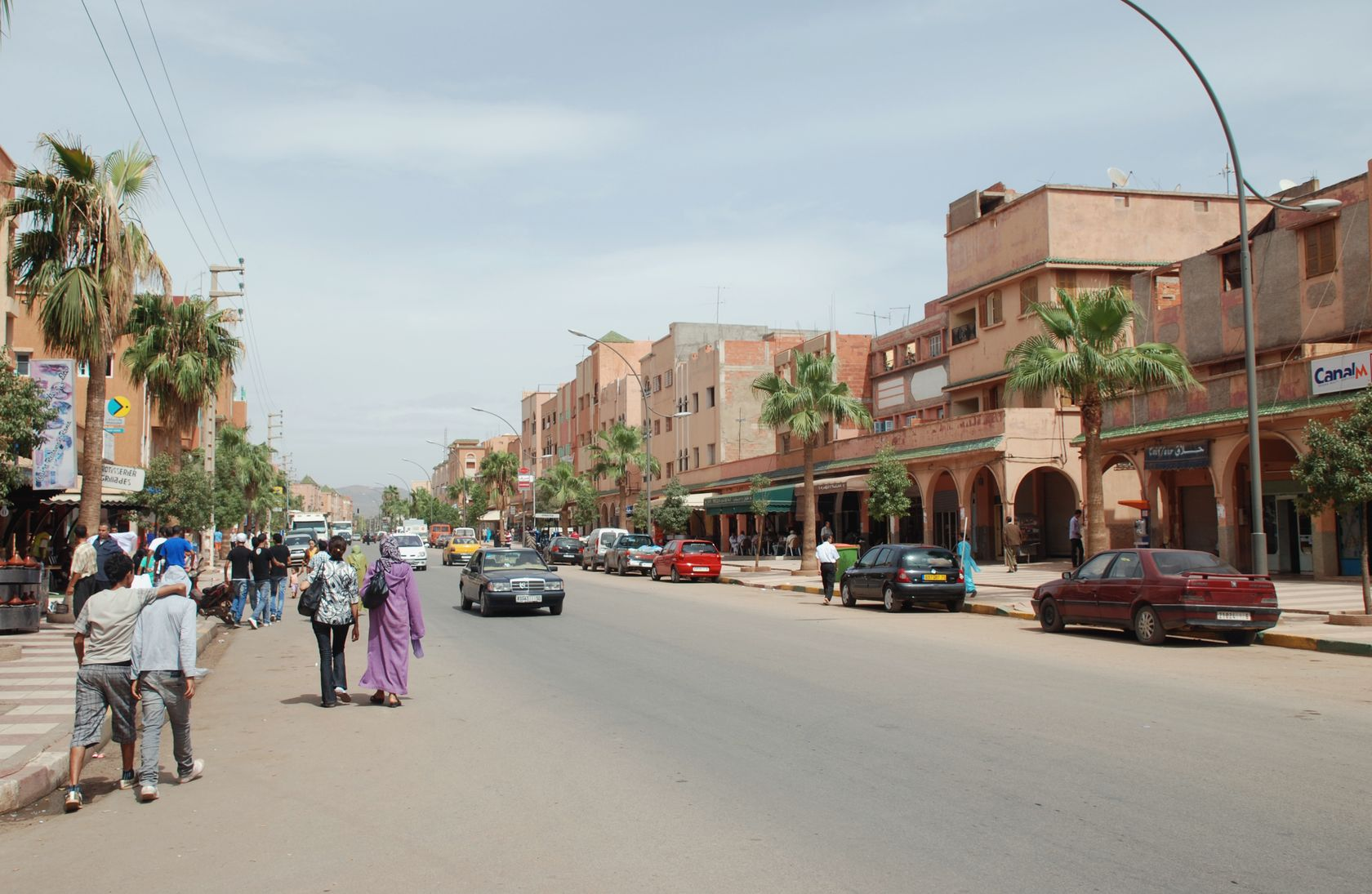
Gata i Khénifra.

Khénifra (arabiska خنيفرة, berberspråk ⵅⵏⵉⴼⵕⴰ) är en stad i Marocko och är administrativ huvudort för provinsen Khénifra som är en del av regionen Béni Mellal-Khénifra. Folkmängden uppgick till 117 510 invånare vid folkräkningen 2014.